# Stor-Hamptjärnen, Medelpad
Stor-Hamptjärnen är en sjö i Ånge kommun i Medelpad och ingår i Ljungans huvudavrinningsområde.